# Holenklooster van Kiev

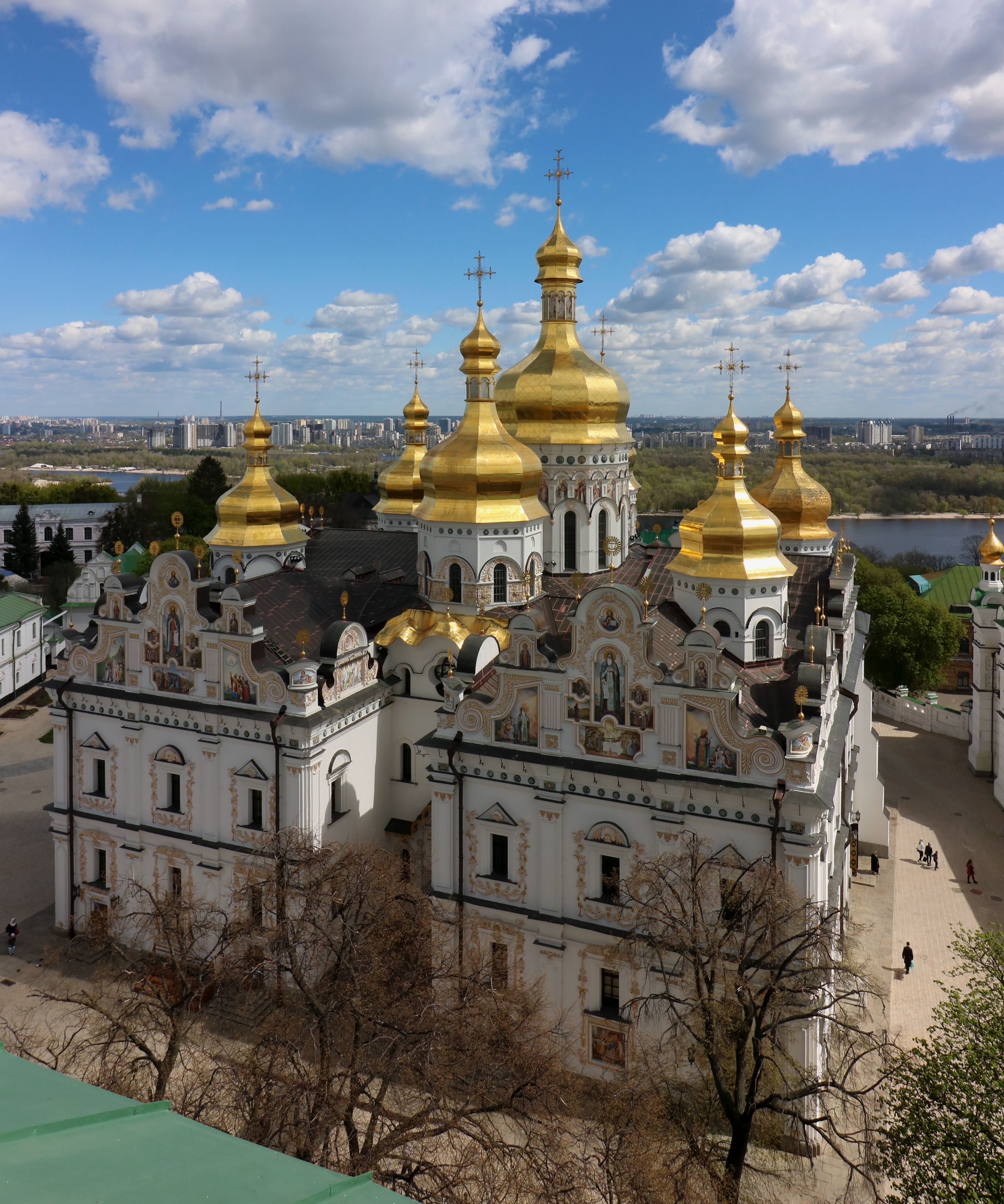
Blik vanaf de klokkentoren richting de Dnjepr

Het Holenklooster van Kiev of Kiev-Petsjersk Lavra (Oekraïens: Києво-Печерська лавра, Kyjewo-Petsjers’ka lawra; Russisch: Киево-Печерская лавра, Kievo-Petsjerskaija lavra) was tot 1 januari 2023 de zetel van de Oekraïens-Orthodoxe Kerk patriarchaat van Moskou in Oekraïne, en sindsdien die van de Oekraïens Orthodoxe Kerk. Het werd in 1051 gesticht in de heuvels bij Kiev door de monniken Antonius en Theodosius en staat sinds 1990 op de werelderfgoedlijst.

## Het complex
Het Oekraïense woord печери (petsjery) betekent grotten.
Het ommuurde kloostercomplex is gebouwd op de rechteroever van de Dnjepr en omvat een boven- en een benedendeel. Beide delen bevatten een ondergronds gangenstelsel waar het kloosterleven begon en een veelvoud aan kerken, kloostergebouwen en musea. De opvallende 96,5 meter hoge klokkentoren uit 1745 is van verre zichtbaar. De ondergrondse gangenstelsels bestaan uit smalle gangen van 1 tot 1,5 meter breed en kapellen en gebedsruimtes. De gangen dienen ook als begraafplaats voor de monniken. Gezien de constante (lage) temperatuur gaan deze niet over tot ontbinding (een soort mummificatieproces) waarbij zeer oude overledenen eruitzien als waren ze gisteren begraven. Een deel is open voor bezichtiging. Deze 'holen' geven het holenklooster zijn naam.

## Geschiedenis
Het holenklooster werd in 1051 gesticht in de heuvels bij Kiev door de monniken Antonius en Theodosius. Het klooster kreeg initieel de functie van laura (lavra in het Russisch), ofwel een monnikengemeenschap waarin de monniken als kluizenaars wonen in een eigen grot, cel of huisje onder de leiding van een abt. Deze manier van leven werd in de loop van de tijd losgelaten, maar de titel lavra bleef.
In de twaalfde eeuw werd hier door monniken deNestorkroniek opgetekend, een manuscript met de christelijk geïnterpreteerde geschiedenis van het Kievse Rijk, vanaf 850 tot 1110.
In de 17e eeuw werd het kloostercomplex verbouwd in de stijl van de Oekraïense barok.
Tot haar annexatie door de Russisch-orthodoxe Kerk in 1688 behoorde het klooster tot het Oecumenisch patriarchaat van Constantinopel.
Onder het communistische bewind van de Sovjet-Unie in de 20ste eeuw waren alle religies verboden en werd het klooster gesloten door de autoriteiten. De kloostergebouwen werden omgevormd tot een nationaal museum. Kort voor de ontbinding van de Sovjet-Unie werd in 1988 opnieuw een kloostergemeenschap in het Lavra ondergebracht. Sindsdien is het Kiev-Petsjerks Lavra zowel een orthodox klooster en belangrijk religieus centrum als een museum en grote toeristische trekpleister. In 1990 kreeg het klooster een plekje op de werelderfgoedlijst.
Tot 1 januari 2023 was het volledige holenklooster de zetel van de Oekraïens-Orthodoxe Kerk patriarchaat van Moskou in Oekraïne, en werd het algemeen beschouwd als een van de vier belangrijkste religieuze centra van de Russisch-Orthodoxe Kerk. Tot die datum was het hele klooster verpacht aan de Russisch-Orthodoxe Kerk. Omdat de pacht per die datum echter verliep op het hoger gelegen deel van het klooster, en door de spanningen tussen Rusland en Oekraïne vanwege de Russische invasie in 2022, adviseerde de Oekraïense overheid om het contract niet te verlengen. Op 7 januari 2023 hield de Oekraïens Orthodoxe Kerk er haar eerste kerstdienst ooit. Men onderzocht nog of de eeuwigdurende pacht op het lager gelegen deel van het kloostercomplex juridisch gezien kon worden ingetrokken.
Kort na het binnenvallen van de Duitsers in 1941 zorgden een viertal enorme ontploffingen voor grote vernielingen van het Holenklooster. Het vermoeden bestaat dat de terugtrekkende Russische troepen springladingen achterlieten en deze op later tijdstip tot ontploffing brachten. Alles vloog in brand. De Refterkerk, het barokke Aartsbisschopshuis, de oude drukkerij, alle musea, bibliotheken, archieven en de klokkentoren. (zie: “Babi Jar” van Anatoli Koeznetsov)

## Afbeeldingen

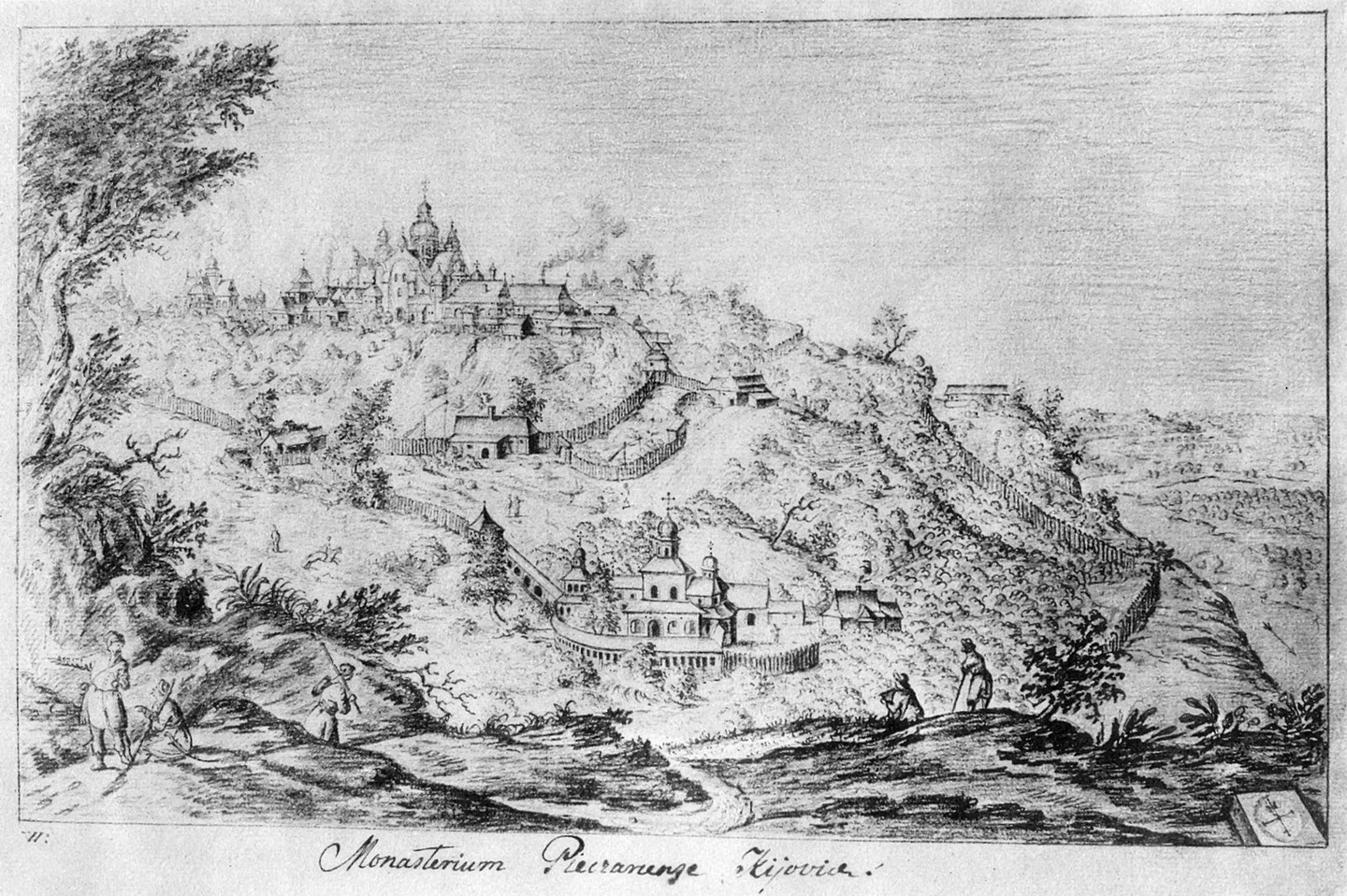
17e-eeuwse tekening van het kloostercomplex
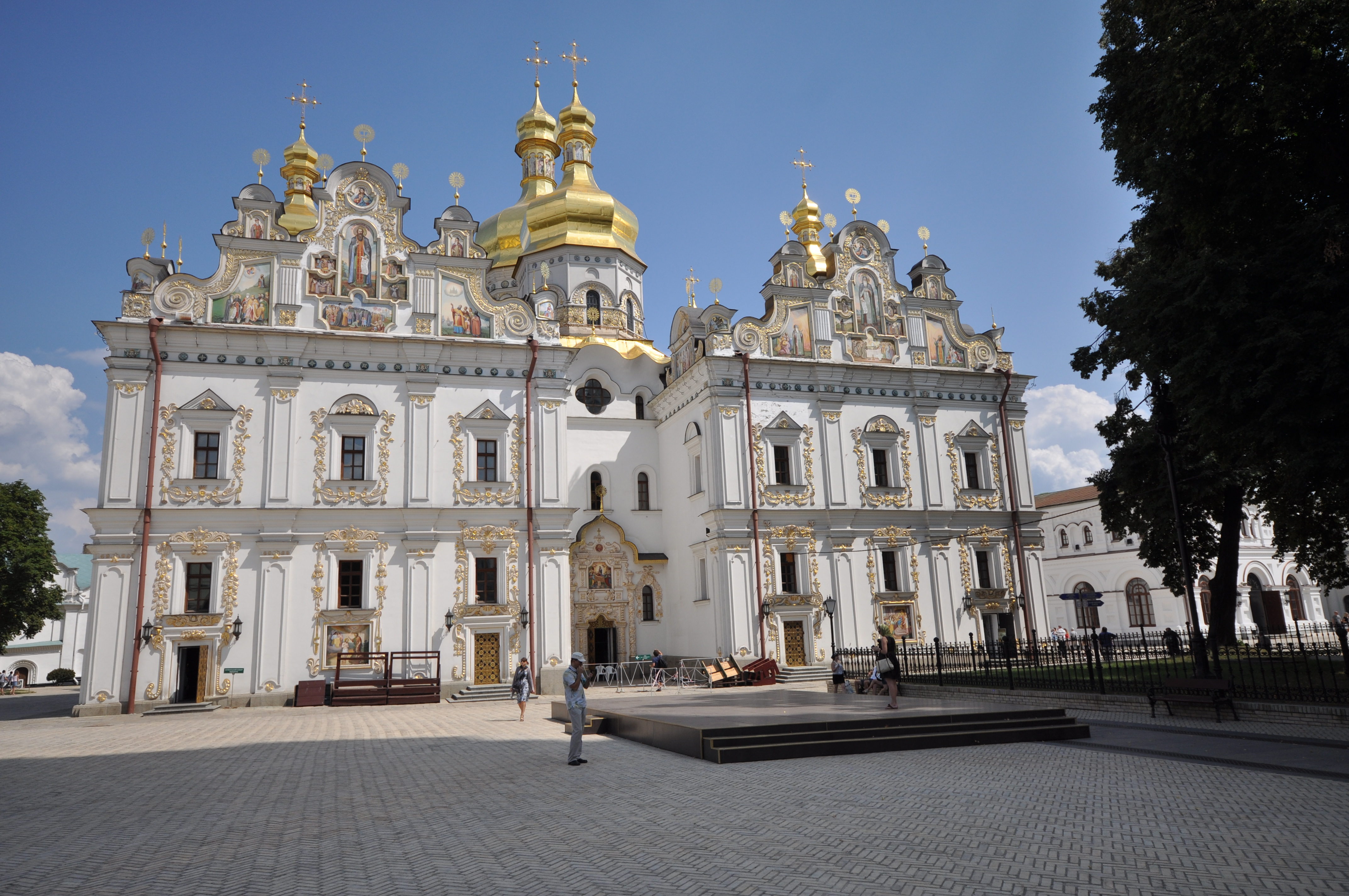
Kathedraal van de Ontslapenis van de Moeder Gods
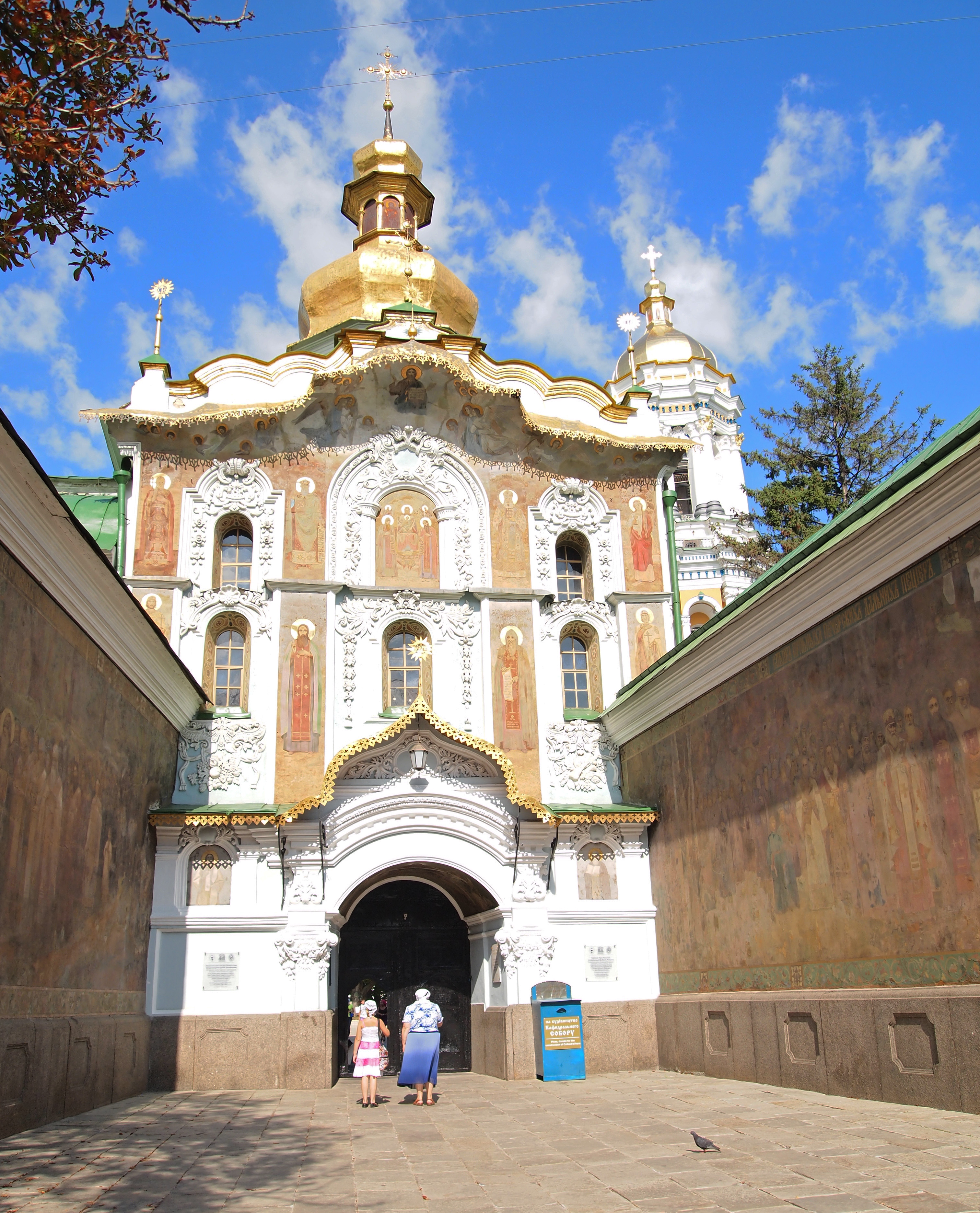
Kerk boven een van de toegangspoorten
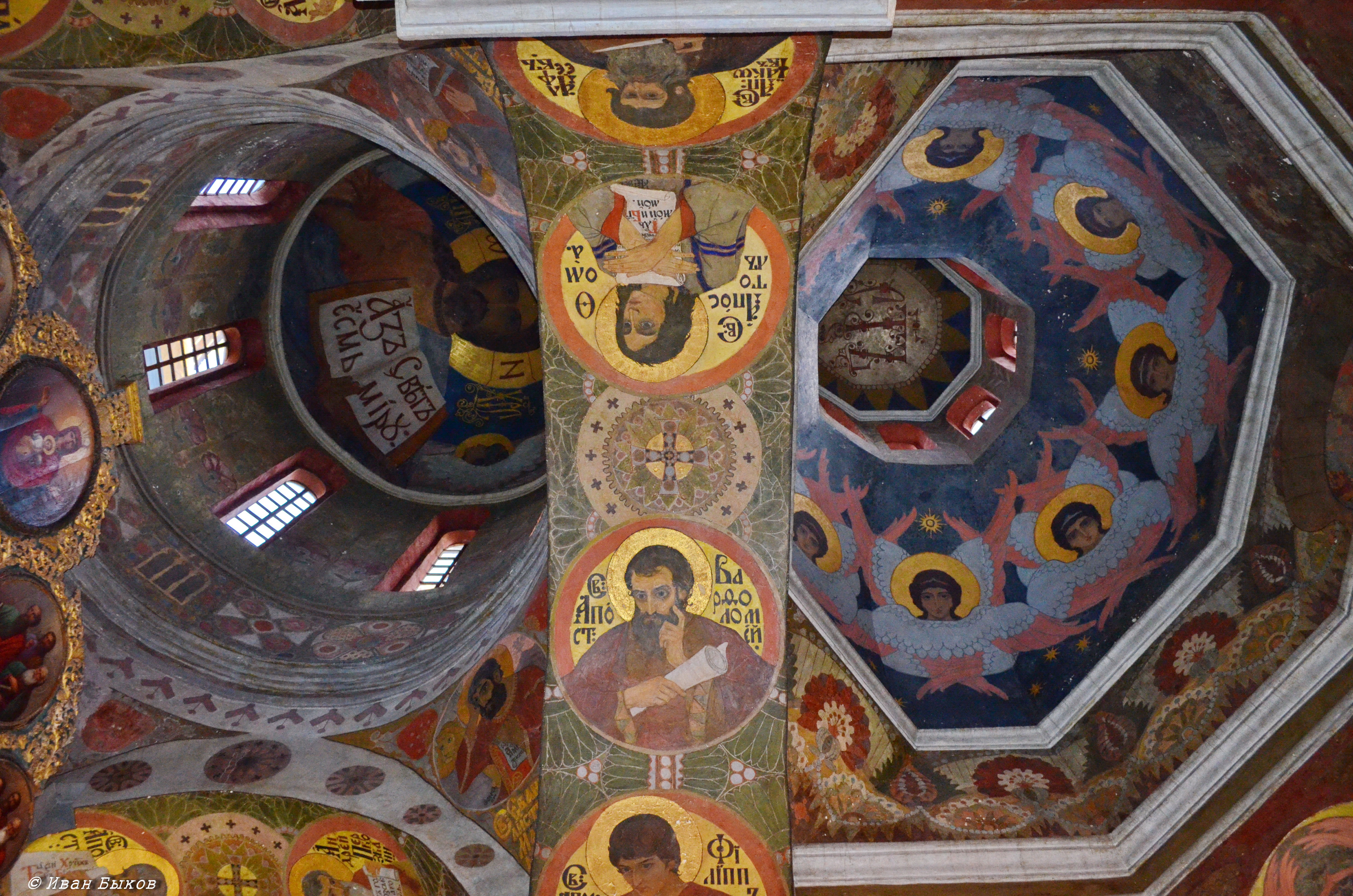
Interieur van koepels van de Allerheiligenkerk
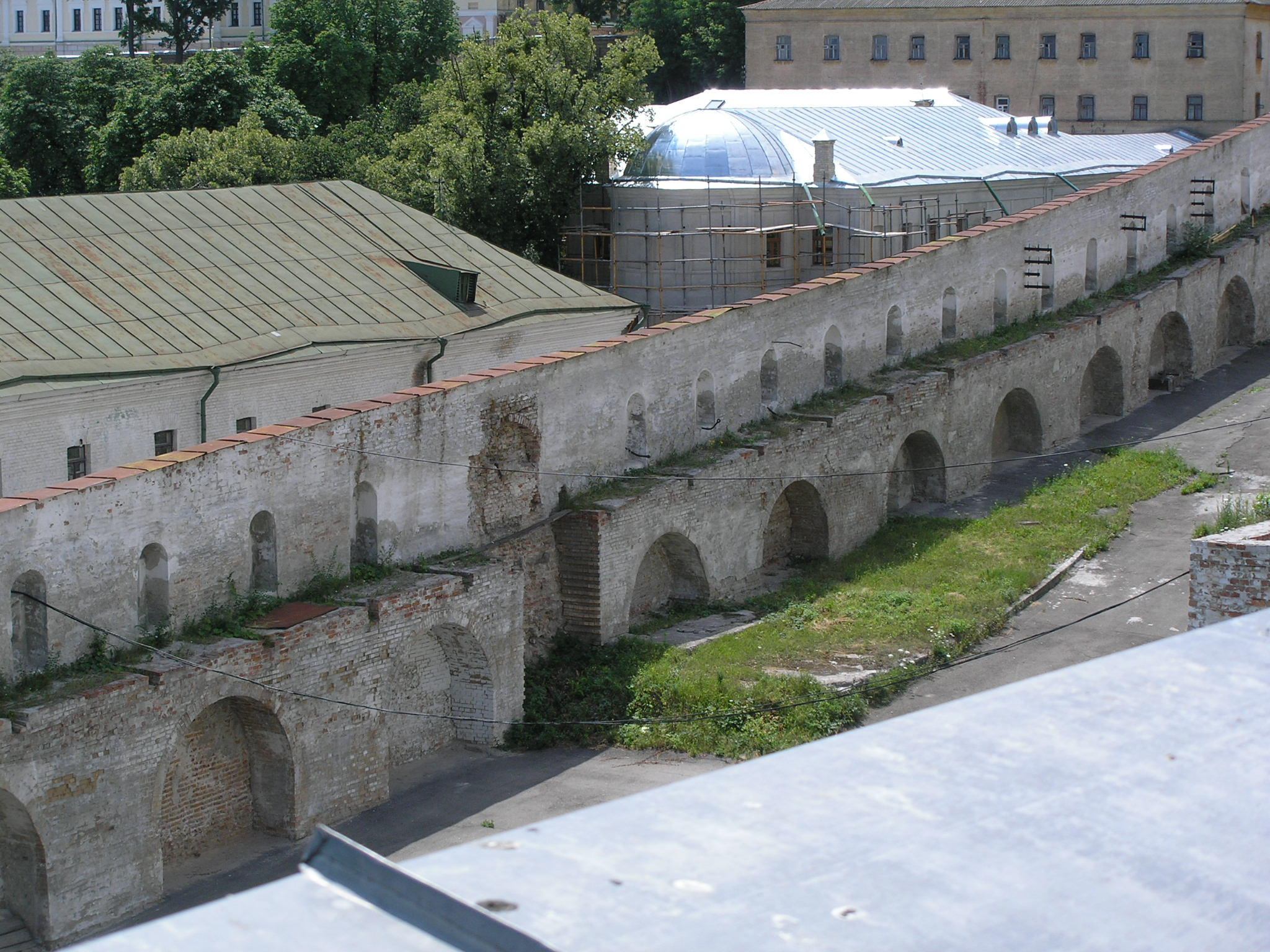
Ommuring
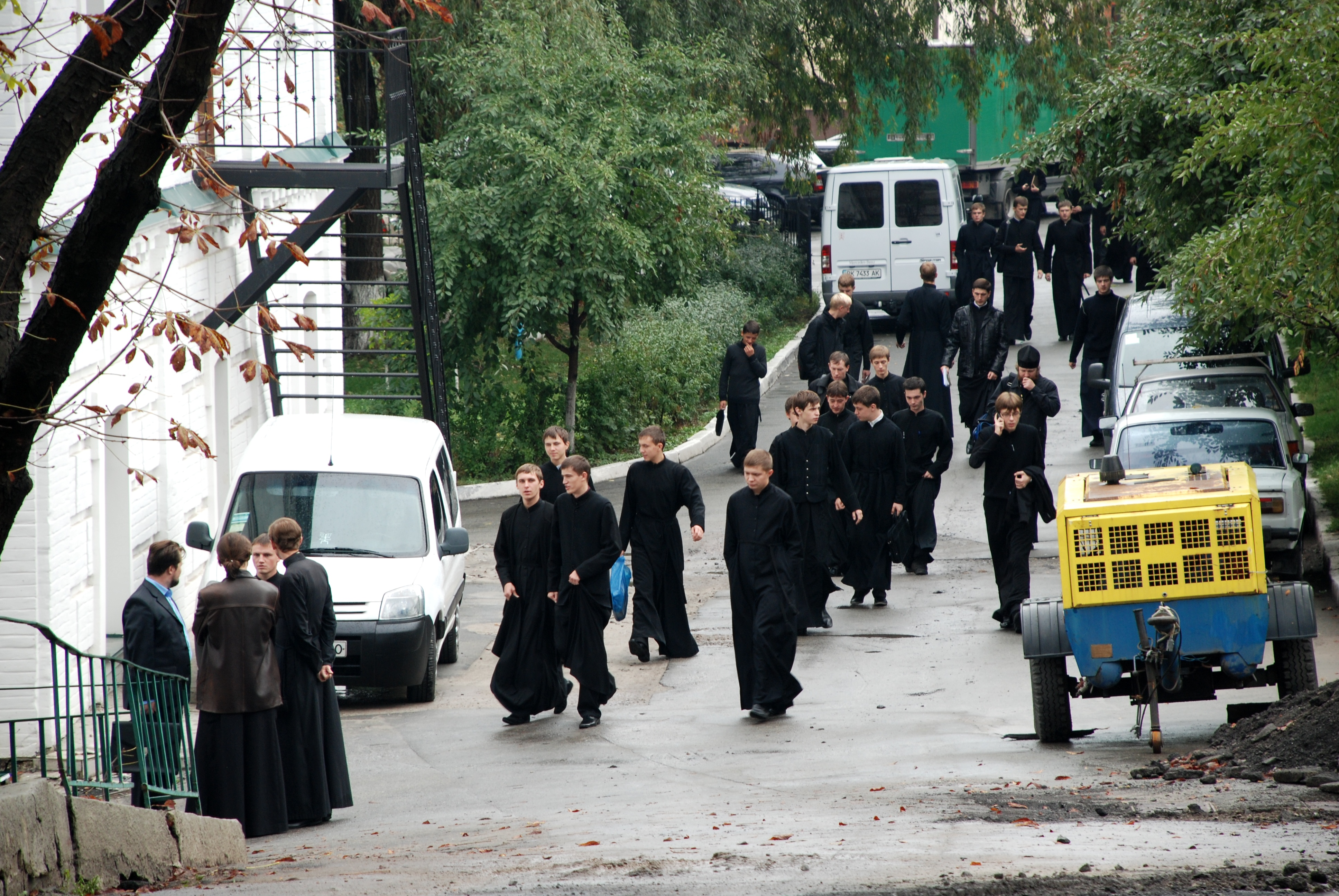
Monniken in 2010
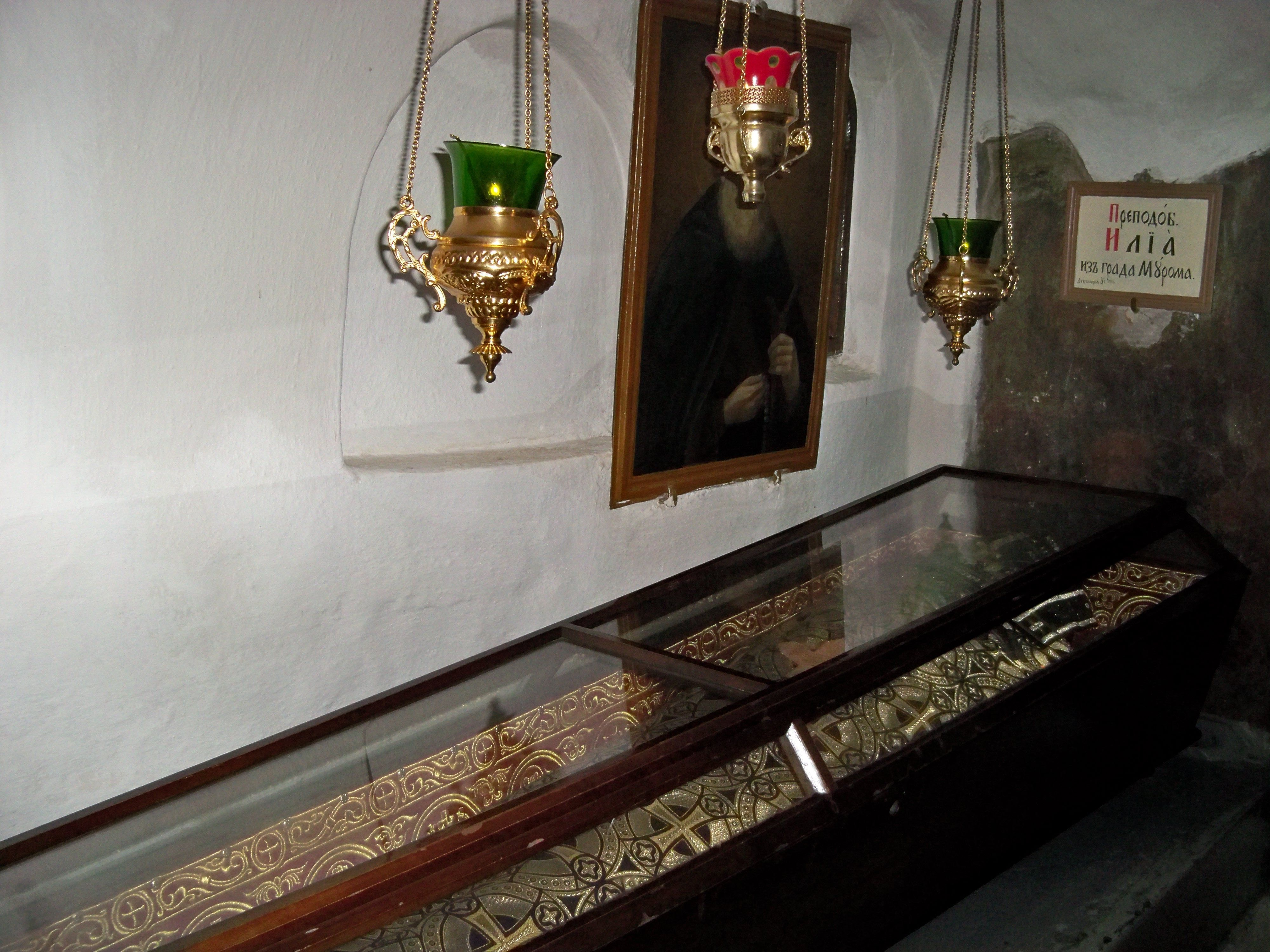
Een in de ondergrondse gangen begraven monnik

## Trivia
- De kunstschilder Mykola Pymonenko studeerde iconenschilderkunst in het Holenklooster.